# 寧波第二中學

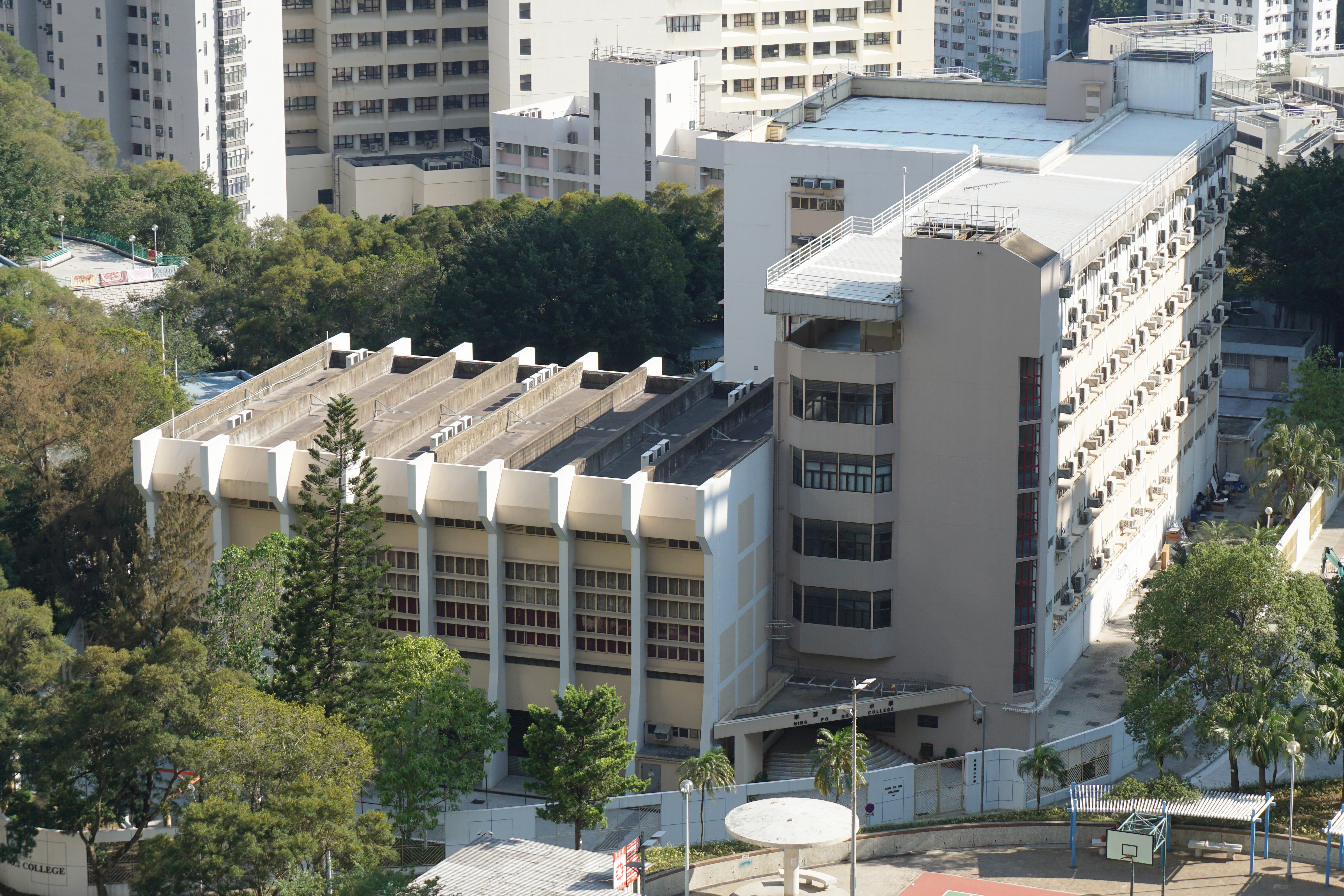
寧波第二中學北面

寧波第二中學（英語：Ning Po No.2 College）是香港一間全日制政府津貼文法中學，於1987年由香港寧波同鄉會創辦。

## 簡史
香港寧波同鄉會於1986年開始籌建寧波第二中學，共獲49位鄉賢捐款，總金額達港幣3,340,000元。于1987年正式開學。1988年1月20日由香港布政司霍德爵士主持開幕典禮。當時中一至中四級共22班，學生人數約850人，老師人數37位，於2012年8月正式成立校友法團校董會。

## 領袖

### 校董會主席
- 1987-1992：王統元
- 1992-現在：李達三

### 校監
- 1987-1990：顧維明
- 1990-1991：王惟翰
- 1991-2004：王惟鴻
- 2004-現在：李宗德

### 校長
- 1987-1992：伍楊子幼
- 1992-2009：戴淑貞
- 2009-2012：楊輝光
- 2012-2021：黃景鴻
- 2021-現在：梁超然

### 學生會
- 主席：
- 副主席：

## 班級結構
- 現時班級結構

| 中一 | 中二 | 中三 | 中四 | 中五 | 中六 |
| ---- | ---- | ---- | ---- | ---- | ---- |
| 4    | 4    | 4    | 4    | 4    | 4    |

- 備註：學校在2019年增加了中四的E班，全校共有25班
- 初中各有4班（中一A班、中二A班為精英班、中二A班為菁英班、中三B班為精英班。）
- 2019年前高中各有4班（D班為精英班）
- 2019年後中四各有5班（自2019-20年度開始，E班為精英班）

## 學校設施
| 該校共有六層，按樓層分佈有以下設施： \| 五樓（5/F） \| 綜合科學實驗室一間（主要給初中同學使用）、化學實驗室、中五課室四間、中六課室四間 \| \| 四樓（4/F） \| 生物實驗室一間、物理實驗室一間、中四課室四間、中五課室一間 \| \| 三樓（3/F） \| 圖書館（自修室主要給高中使用）、資訊及通訊科技室（主要紿選修資訊及通訊科技科及初中之學生使用）、資訊廊、中一課室四間 \| \| 二樓（2/F） \| 英語學習中心、家政室、中二課室三間、中三課室三間 \| \| 一樓（1/F） \| 王統元禮堂、李宗德教員室、自修室（留堂室）、音樂室、視覺藝術室、STEM室（校園電視台房）、IT支援及伺服務室、中二、中三及中四課室各一間 \| \| 地下（G/F） \| 一個室外操埸、排球埸、包從興有蓋操場、食物部、飯堂、健身室、竺銀康活動室、周莉莉多功能活動室、家教會室、設計與科技室、會議室、訓導處、𨍭導處、校務處、學生會辦公室、舊生會辦公室、領袖生室、小園圃、學生活動中心（SAC）、08室（此為特別室，只會在有需要時開放）、社工室兩間 \| \| 低層地下（LG/F） \| 正門口 \| - 每層都設有升降機，方便同學及教職員上落 - 每樓層設有洗手間（除五樓以外），地下、一、三、四樓更設有職員洗手間只供職員使用，地下設有更衣室 - 學校禮堂為香港中學文憑試試場，期間自修室和特別室亦用作特別試場/室 - 所有教室設有液晶體投影機及電腦，其他特別室均有投影機和電腦及周邊設施作輔助教具，全校裝置冷氣。 - 校外設施：停車場、職員休息室、儲物室 | |
| 五樓（5/F） | 綜合科學實驗室一間（主要給初中同學使用）、化學實驗室、中五課室四間、中六課室四間 |
| 四樓（4/F） | 生物實驗室一間、物理實驗室一間、中四課室四間、中五課室一間 |
| 三樓（3/F） | 圖書館（自修室主要給高中使用）、資訊及通訊科技室（主要紿選修資訊及通訊科技科及初中之學生使用）、資訊廊、中一課室四間 |
| 二樓（2/F） | 英語學習中心、家政室、中二課室三間、中三課室三間 |
| 一樓（1/F） | 王統元禮堂、李宗德教員室、自修室（留堂室）、音樂室、視覺藝術室、STEM室（校園電視台房）、IT支援及伺服務室、中二、中三及中四課室各一間 |
| 地下（G/F） | 一個室外操埸、排球埸、包從興有蓋操場、食物部、飯堂、健身室、竺銀康活動室、周莉莉多功能活動室、家教會室、設計與科技室、會議室、訓導處、𨍭導處、校務處、學生會辦公室、舊生會辦公室、領袖生室、小園圃、學生活動中心（SAC）、08室（此為特別室，只會在有需要時開放）、社工室兩間 |
| 低層地下（LG/F） | 正門口 |

## 社
- 寧波第二中學目前共有四個社，分別以校訓命名。
- 創校初期只有 persistence恆、progress弘、perseverance毅三社。

## 師資
大部份教師的教學年資超過十年，具有豐富教學經驗。全部教師具學士學歷，超過五成教師擁有碩士或博士的學歷。

## 教學語言
- 中文（廣東話）、英文、普通話

## 相關事件
2009年，寧波第二中學教師諸志成在返校时，於順利邨利安道的被私家車撞击，頭部受傷，當場死亡。肇事者24歲，因涉嫌酒後駕駛被捕，后獲准保釋候查。。
秀茂坪順天邨寧波第二中學對開，凌晨4時許，4名少年分別13及14歲，在修路地盤偷駕一部挖泥機，駕駛期間失控撞爛中學外牆。

## 交通
秀茂坪道
巴士
順安道

## 著名/傑出校友
- 歐陽耀沖：香港足球運動員[6]
- 陳嘉豪：香港足球運動員
- 游蕙禎：香港立法會前議員（2010年中七）
- 劉小麗：香港立法會前議員（1994年中六）

## 外部連結
- 官方网站（英文）